# Ernest Cady
Ernest Cady, född 6 september 1842 i Stafford, Connecticut, död 16 februari 1908, var en amerikansk politiker (demokrat) som var viceguvernör i Connecticut från 1893 till 1895. Detta var under den tvååriga mandatperiod som Luzon B. Morris var guvernör.
Cady tjänstgjorde i nordstaternas flotta i amerikanska inbördeskriget och gjorde sin karriär inom näringslivet i Connecticut.
Cady hittades år 1908 död i sitt badkar och dödsorsaken konstaterades vara en hjärtsjukdom.